# Opsilia varentzovi
Opsilia varentzovi là một loài bọ cánh cứng trong họ Cerambycidae.